# Galamb Sándor
Galamb Sándor János (Gyöngyös, 1886. március 21. – Budapest, 1972. november 8.) tanár, dramaturg, színikritikus, színházigazgató, rendező, irodalomtörténész, az MTA tagja. Gyermekei Galamb Gábor, tanár és Galamb György, színész

## Életrajz
Galamb János kereskedő és Rezutsek Anna gyermekeként született. Középiskolai tanárként indult karrierje. 1918-tól 1929-ig oktatott az Országos Színészegyesület színiiskolájában dramaturgiát, lélektant és esztétikát. 1927-ben Egerben házasságot kötött Várhelyi Gizella tanárnővel. 1929 és 1932 között vezette a szegedi Tanárképző Főiskolát. 1933–1934-ben dramaturg és rendező volt a Nemzeti Színházban, majd 1935 és 1945 között igazgatta az egyesületi színiiskolát. 1938–tól 1948-ig tanított a Színművészeti Akadémián, majd 1940-től ugyanott volt címzetes igazgató. 1937–től 1944-ig a Nemzeti Színház számtalan klasszikus magyar drámát mutatott be, melyeket ő dolgozott át és ő rendezett. Színikritikáit közölte a Szózat, a Napkelet, a Magyarság, illetve a Magyar Nemzet. 1947-től 1949-ig vezette a Kis Színházat, írt több irodalom- és színháztörténeti tanulmányt, ezenfelül könyveket, színészportrékat és dramaturgiai cikkeket is. Hiánypótló műveire az alaposság volt jellemző, érdekes előadásokat tartott a Színművészeti Akadémián, generációkat nevelt és tanított. Színikritikáiban kiválóan vissza tudta adni az előadás hangulatát a színészi játék, illetve a rendezői gondolat értő és pontos értékelésével.

## Főbb rendezései

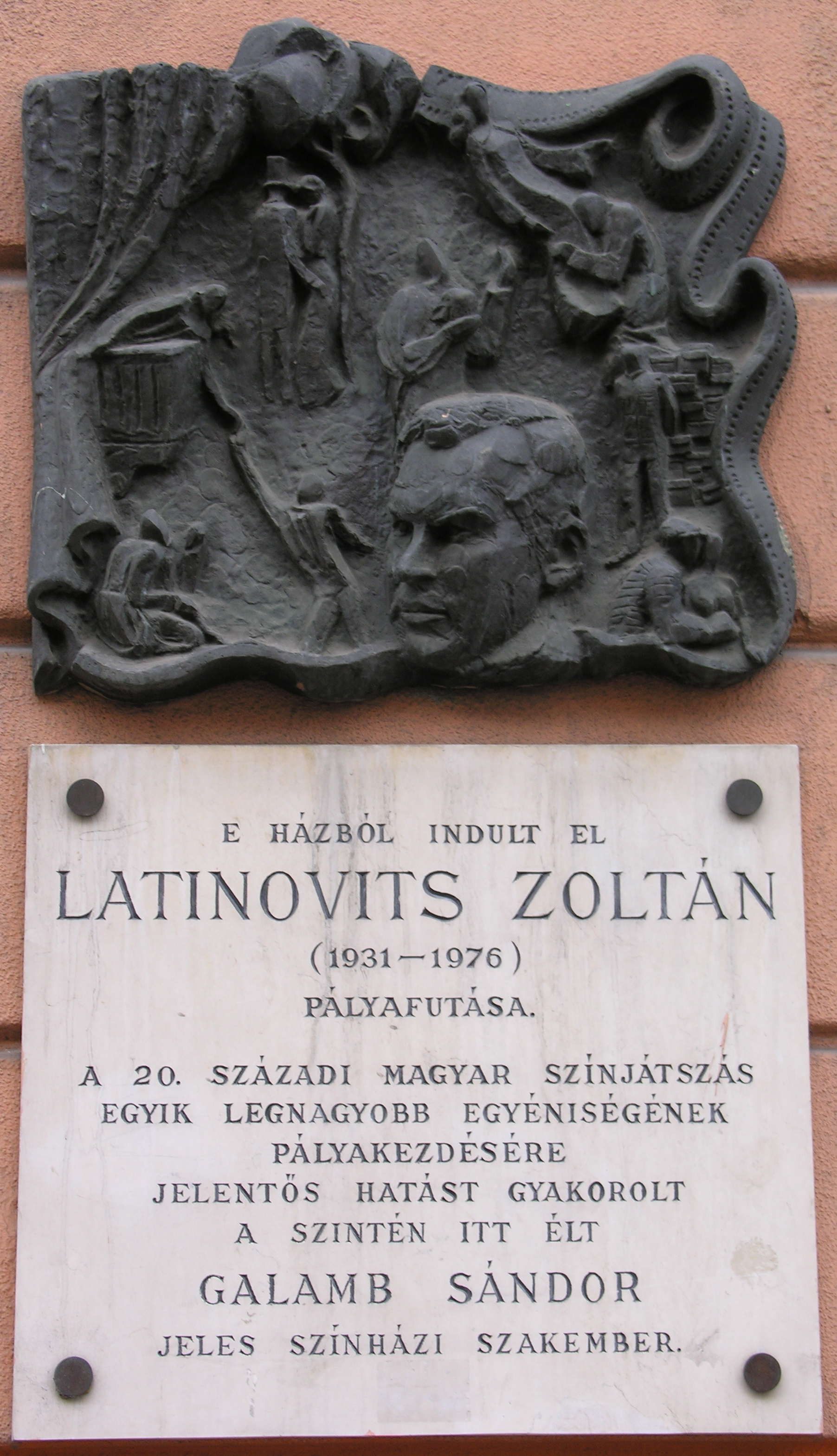
Latinovits Zoltán és Galamb Sándor emléktáblája Budapest IX. kerületében

- Szigligeti Ede: Fenn az ernyő, nincsen kas;
- Ibsen: A fiatalok szövetsége;
- Corneille: A mártír;
- Marivaux: A szerelem játéka.

## Könyvei
- A magyar népdal hatása műköltészetünkre Pálóczi Horváth Ádámtól Petőfiig; Stephaneum Ny., Bp., 1907
- Huszonöt év a magyar társadalmi dráma történetéből; Pallas, Bp., 1926 (Irodalomtörténeti füzetek)
- Magyar olvasókönyv a középiskolák 1. oszt. számára; szerk. Voinovich Géza, Galamb Sándor; Egyetemi Ny., Bp., 1926
- Magyar olvasókönyv a középiskolák 2. oszt. számára; szerk. Voinovich Géza, Galamb Sándor; Egyetemi Ny., Bp., 1927
- Magyar olvasókönyv a középisk. 3. oszt. számára; szerk. Voinovich Géza, Galamb Sándor; Egyetemi Ny., Bp., 1927
- Magyar stilisztika a középiskolák 4. osztálya számára; szerk. Voinovich Géza, Galamb Sándor; Egyetemi Ny., Bp., 1928 (A Királyi Magyar Egyetemi Nyomda középiskolai földrajzi tankönyvei)
- Hevesi Sándor (1930)
- A magyar dráma története 1867-től 1896-ig, I–II. (1937–1944)
- Die Schranke. Schauspiel (A sorompó); Hans Bartsch, Bp., 1940
- Csiky Gergely színművei (1942)
- Rákosi Jenő, a drámaíró; Franklin Ny., Bp., 1942
- A magyar drámairodalom története; Magyar Színészek Szabad Szakszervezete, Bp., 1947 (Színházi könyvtár)

## Átdolgozásai
- Gaal József: A peleskei nótárius (1937)
- Kisfaludy Károly: Csalódások (1938)
- Eötvös József: Éljen az egyenlőség! (1938)
- Teleki László: Kegyenc (1941)

## Drámái
- Első diadal, Sorompó (1940);
- Hatalom (1943).